# Templo de Zeus Olímpico (Atenas)
El templo de Zeus Olímpico (en griego: Ναός του Ολυμπίου Διός, romanizado: Naos tou Olimpiou Dios), también conocido como el Olimpeion (en griego antiguo: Ὀλυμπιεῖον), es un templo de Atenas. Aunque comenzado en el siglo VI a. C., no fue terminado hasta el reinado del emperador Adriano, en el siglo II. En las épocas helenística y romana era el templo más grande de Grecia.

## Historia

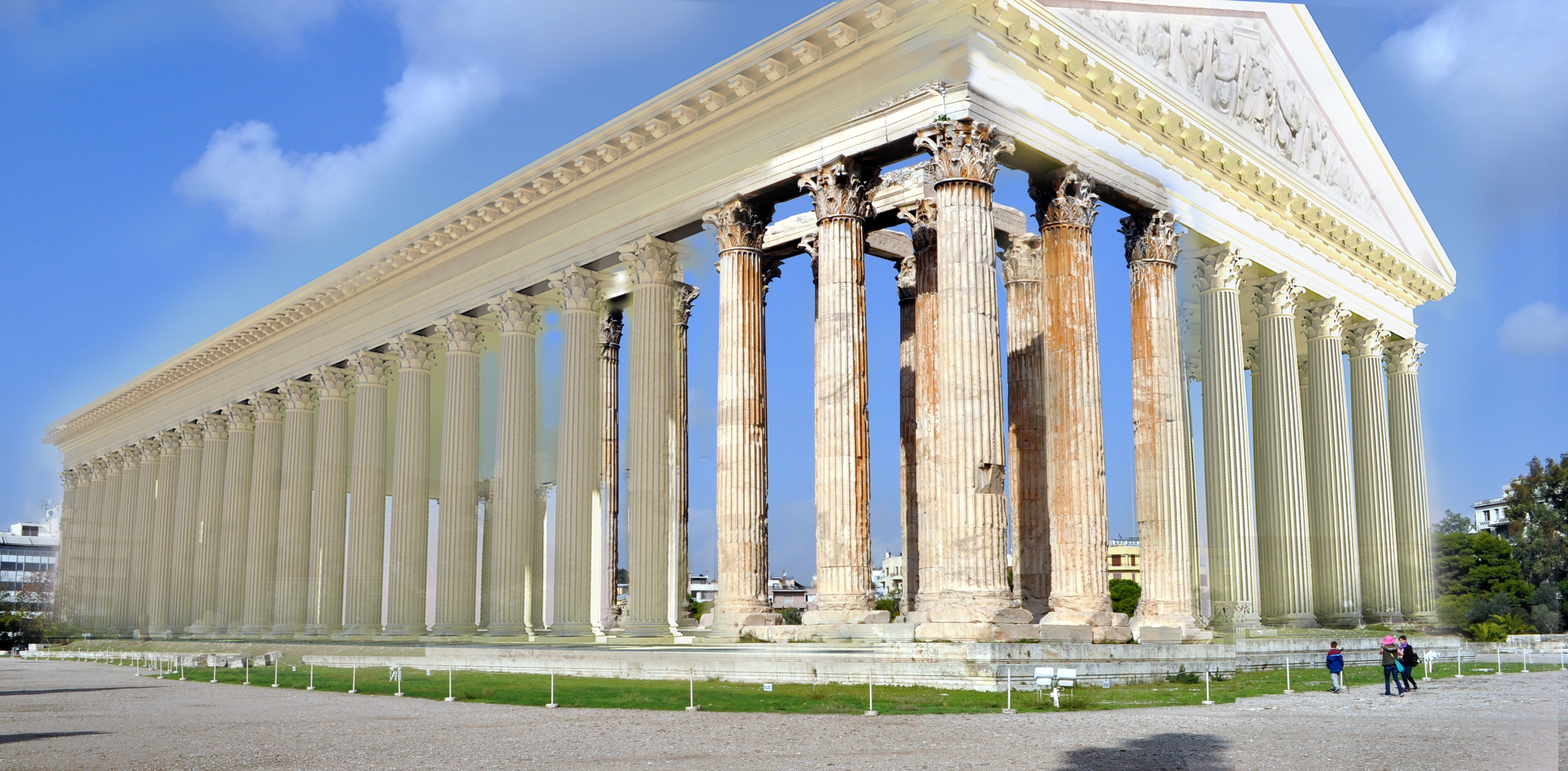
Posible aspecto durante los Juegos Olímpicos en el 129 d. C. desde el lado sureste, mostrando las columnas supervivientes y los fragmentos del entablamento..

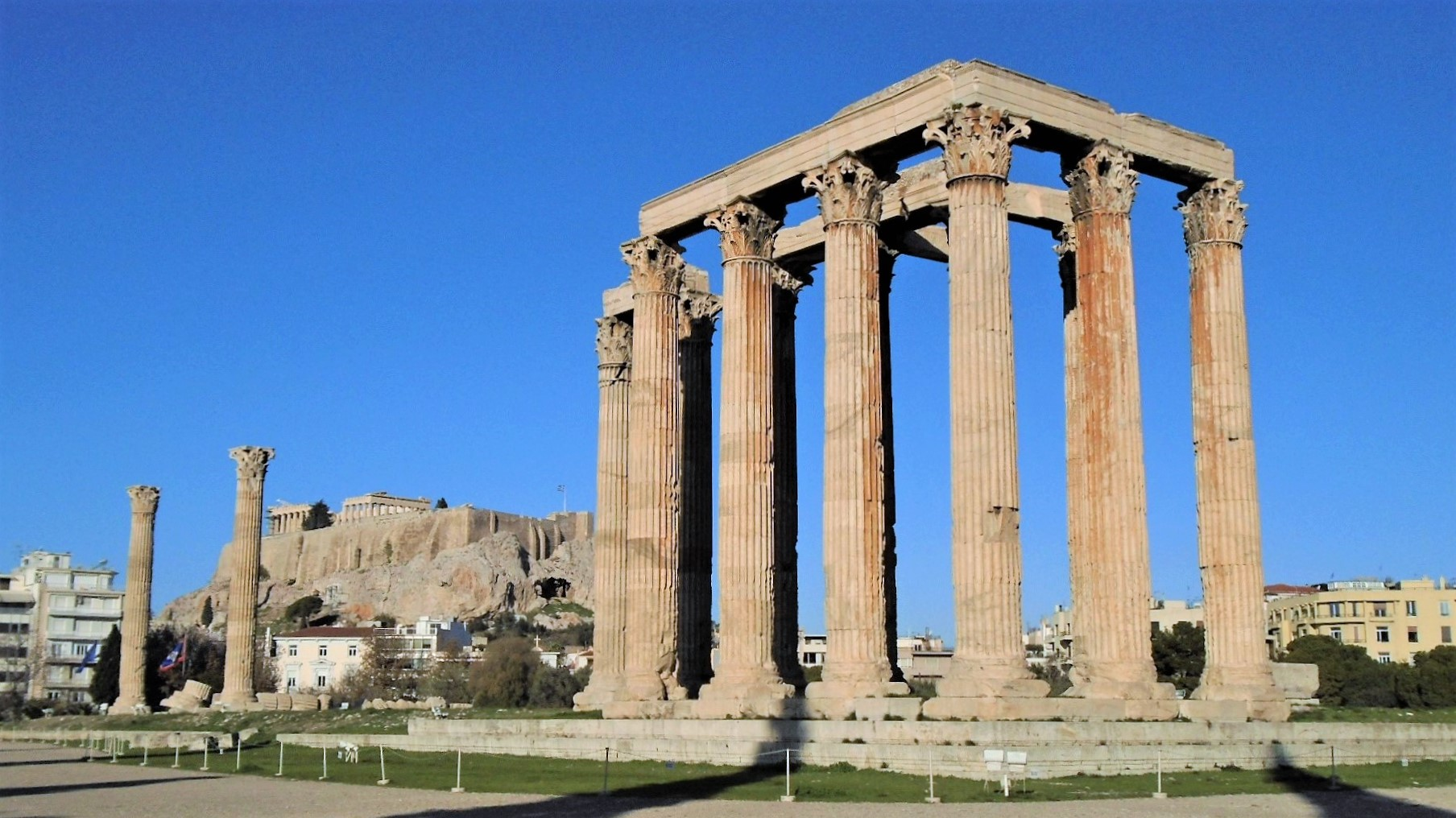
Vista del Templo de Zeus Olímpico en 2016, que muestra las dieciséis columnas sobrevivientes, una de las cuales está en el suelo.

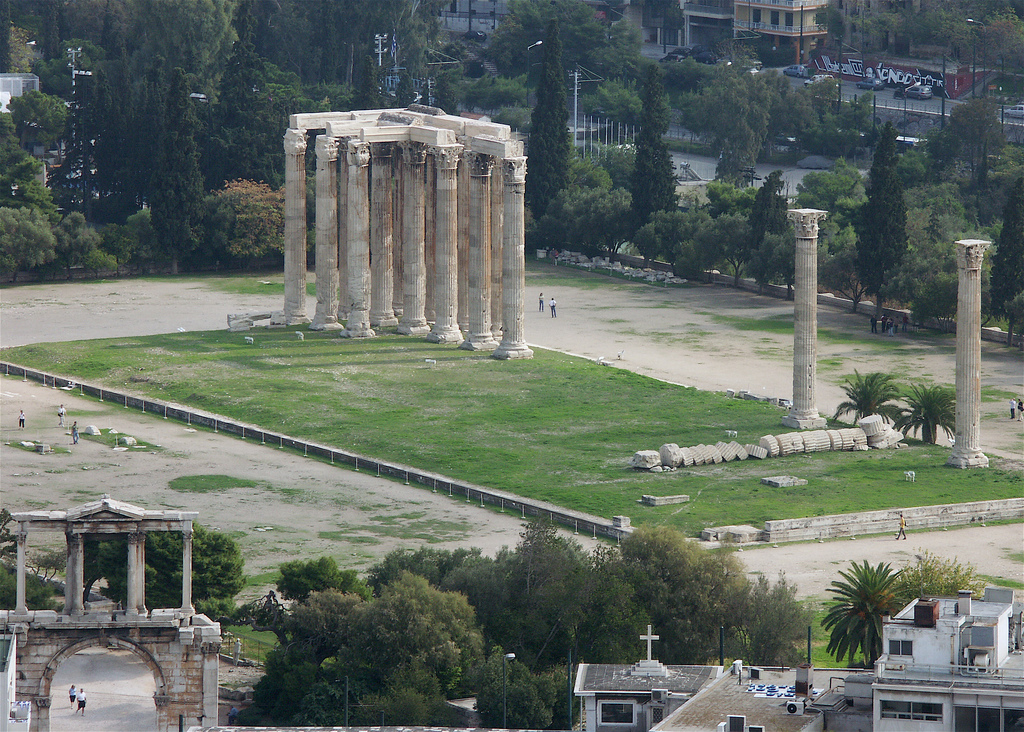
Templo de Zeus Olímpico visto desde la Acrópolis de Atenas.

El templo se ubica a unos 500 metros al sureste de la Acrópolis de Atenas y a unos 700 m al sur de la Plaza Sintagma (centro de Atenas).
Sus cimientos   fueron colocados en el sitio de un primer templo por el tirano Pisístrato en 515 a. C., pero el trabajo fue abandonado cuando su hijo, Hipias, fue derrocado en 510 a. C.
Durante los años de la democracia ateniense, el templo fue dejado incompleto, porque se pensó que atentaba contra la hybris construir a tal escala. Aristóteles, en la Política, citó el templo como un ejemplo de cómo las tiranías atraían al pueblo a grandes obras de estado y lo dejaban sin tiempo, energía o medios para rebelarse.
El trabajo fue reanudado en 174 a. C., durante la dominación macedonia de Grecia, bajo el patrocinio del rey helenístico Antíoco IV Epífanes, que contrató al arquitecto romano Cosucio para diseñar el templo más grande del mundo conocido. Cuando Antíoco murió en 164 a. C. el trabajo estaba retrasado otra vez.
En 86 a. C., después de que las ciudades griegas cayeran bajo dominio romano, el general Sila llevó dos columnas del templo inacabado a Roma, para adornar el templo de Júpiter Capitolino en la Colina Capitolina. Estas columnas influyeron en el desarrollo del estilo corintio en Roma.
En el siglo II, el templo fue retomado por el emperador Adriano, un gran admirador de la cultura griega, quien finalmente lo llevó a su conclusión en 129 (algunas fuentes dicen que en 131).
No se sabe cuándo fue destruido el edificio pero, como muchos edificios grandes de Grecia, es probable que ocurriera debido a un terremoto en la Edad Media. La mayor parte de sus ruinas se usaron como materiales de construcción.

## Descripción de su estructura

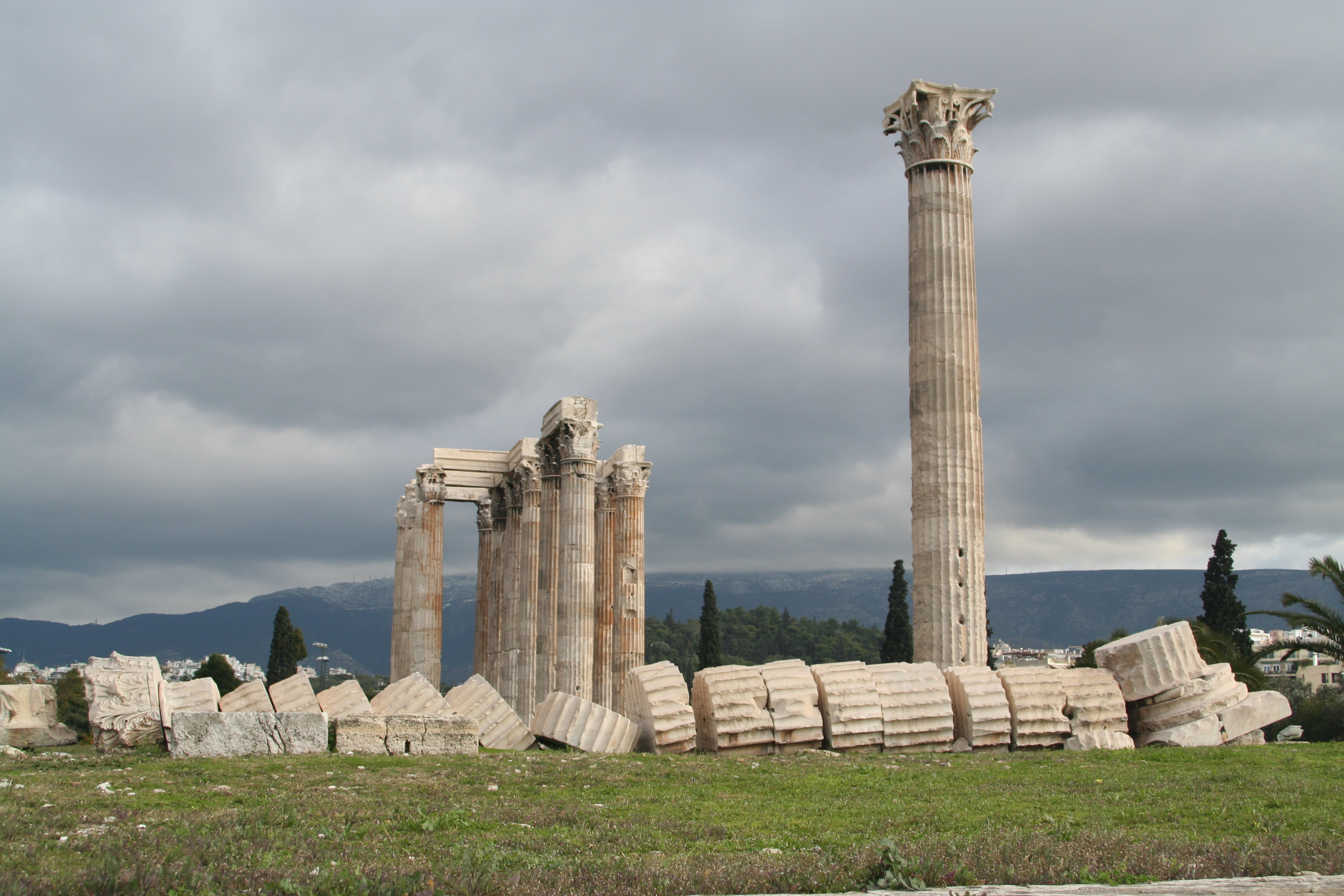
En primer plano la columna derribada en 1852 por un vendaval.

El templo fue construido en mármol del monte Pentélico. Medía 96 metros de largo en sus lados mayores y 40 metros a lo ancho de sus caras oriental y occidental. Contaba de 104 columnas corintias, cada una de 17 metros de alto, de 2,6 metros de diámetro y un peso aproximado de 364 toneladas; de las cuales 48 estaban colocadas en filas triples bajo los frontones y 56 en filas dobles en los lados. Solo 16 de estas columnas sobreviven hoy, 13 de ellas, en el lado este, en pie. De las tres restantes, en el lado oeste, una se derrumbó en 1852 y está todavía tendida donde cayó.
Adriano dedicó el templo a Zeus. También erigió una enorme estatua de marfil de Zeus en la cella del templo. Los frontones estaban adornados con muchas estatuas, pero también en todo el templo había estatuas y bustos de hombres famosos. Los atenienses, para mostrar su gratitud a Adriano, erigieron una estatua de él detrás del templo. Desafortunadamente, ninguna de las esculturas que adornaban el templo, o de su interior, ha sobrevivido. No se sabe exactamente cuándo fue destruido el templo, pero se especula que, como otros grandes edificios en Atenas, probablemente fue destruido por un terremoto durante los años bizantinos y sus ruinas se utilizaron para construir otros edificios.

## Excavaciones e historia reciente
El templo fue excavado en 1889-1896 por Francis Penrose, de la Escuela Británica de Atenas (quien también tuvo un papel destacado en la restauración del Partenón); en 1922 por el arqueólogo alemán Gabriel Welter; y en la década de 1960 por arqueólogos griegos, dirigidos por Ioannes Travlos. El templo, junto con las ruinas circundantes de otras estructuras antiguas, es un distrito histórico administrado por el Eforato de Antigüedades del Ministerio del Interior griego.

### Rito Ellinais de 2007
El 21 de enero de 2007, un grupo de neopaganos helénicos realizó una ceremonia en honor de Zeus en el terreno del templo. El evento fue organizado por Ellinais, una organización que ganó una batalla jurídica para obtener el reconocimiento de las antiguas prácticas religiosas griegas en el otoño de 2006.

### Mythodea
El 28 de junio de 2001, Vangelis Papathanasiou organizó el coro de Mythodea en el Templo de Zeus Olímpico en el contexto de la misión a Marte de la NASA. La soprano Jessye Norman y Kathleen Battle participaron en el concierto. El concierto fue cubierto por 20 cadenas de televisión de Estados Unidos, Australia, Canadá, Japón y países europeos, bajo la dirección del cineasta irlandés Declan Looney. El arreglo del coro llevó a miles de personas dentro de las sedes olímpicas, y fuera del templo, a las calles vacías de Atenas. Junto a Jessye Norman estaban la soprano Kathleen Battle, la London Metropolitan Orchestra y el Ópera nacional de Grecia, así como más de 100 personas vestidas con ropa griega antigua. La pantalla montada en el Olympia conectaba imágenes visuales de representaciones griegas antiguas - jarrones, frescos y estatuas - que invertían música con imágenes del planeta Marte.

## Galería de imágenes

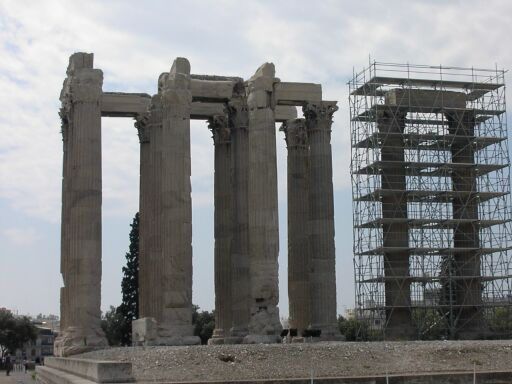
Templo de Zeus Olímpico, Atenas: puede verse el enorme tamaño de las columnas.
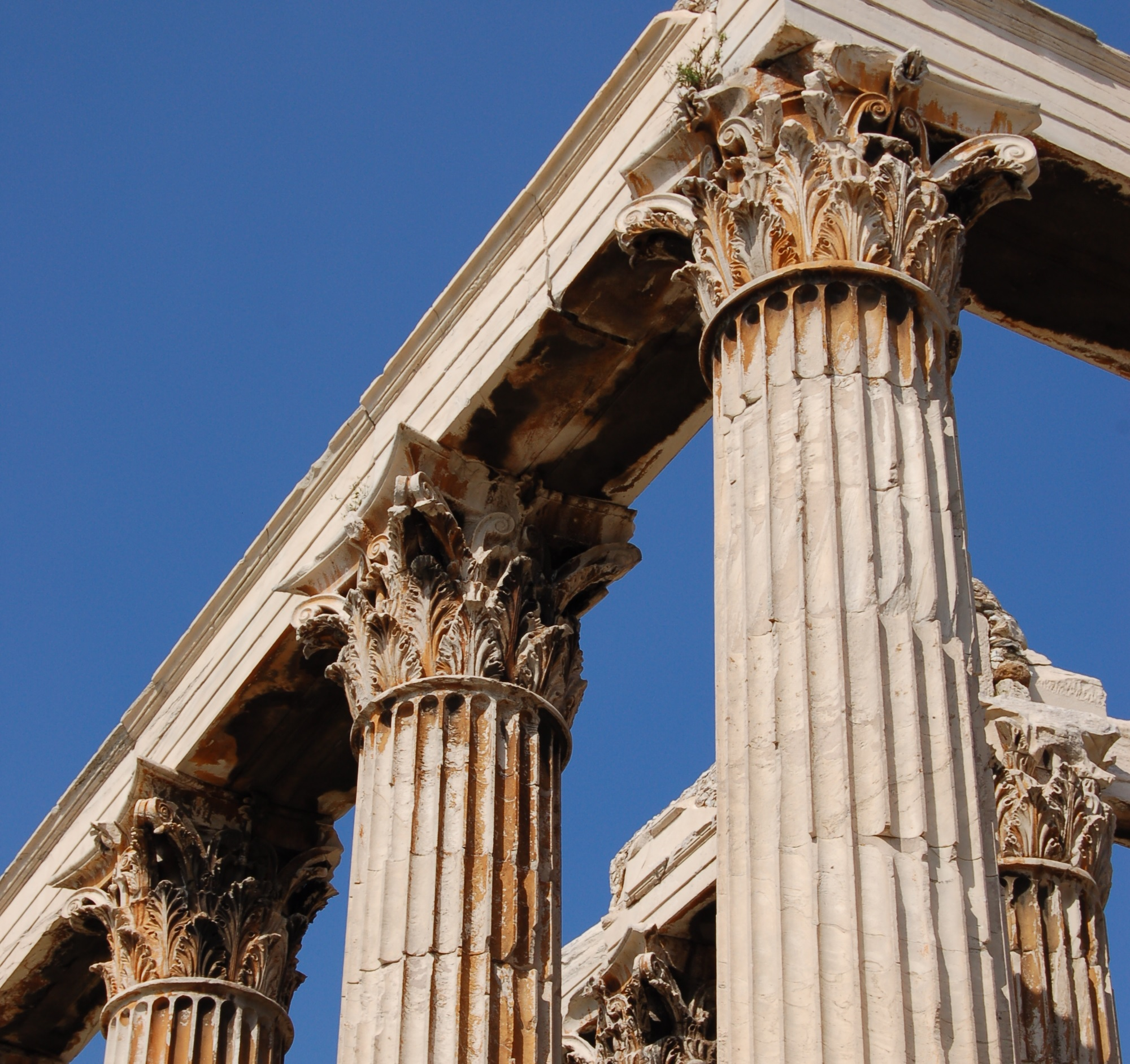
Detalle de los capiteles de las columnas corintias del Templo.
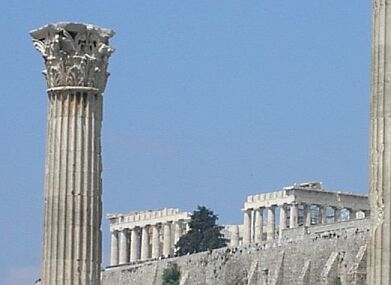
Templo de Zeus Olímpico, Atenas: una de las columnas con el típico capitel corintio. Al fondo, la Acrópolis rematada por el Partenón.
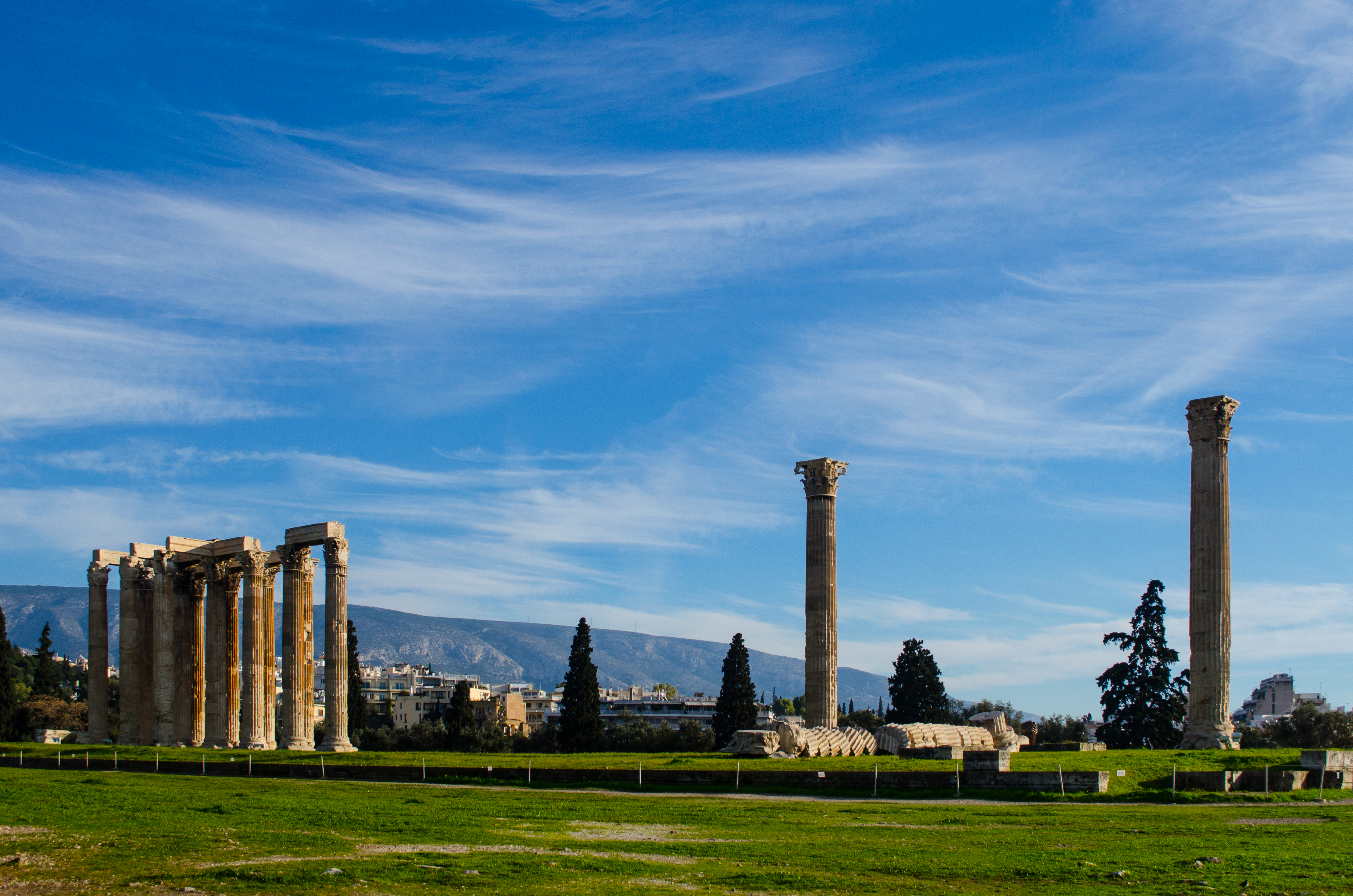
Templo de Zeus Olímpico, Atenas